# تقويم (أبل)
التقويم هو تطبيق تقويم شخصي صمم بواسطة شركة أبل يعمل على أنظمة التشغيل كل من الحاسوب المكتبي وماك أو إس ونظام تشغيل آي أو إس للأجهزة المحمولة. يوفر نسخة احتياطية من التقويمات عبر الإنترنت باستخدام خدمة آي كلاود من أبل، أو يمكنه المزامنة مع خدمات التقويم الأخرى.